# Taťána Ščelkanovová
Taťána Ščelkanovová (18. dubna 1937 Jejsk - 24. listopadu 2011 Petrohrad) byla sovětská atletka, mistryně Evropy ve skoku dalekém z roku 1962.

## Sportovní kariéra
K jejím největším úspěchům patří bronzová medaile ve skoku dalekém z letních olympijských her v Tokiu v roce 1964 a titul mistryně Evropy v této disciplíně z Bělehradě o dva roky dříve. Celkem čtyřikrát vylepšila světový rekord ve skoku dalekém - z 648 cm až na 670 cm v roce 1964. V hale skočila v roce 1966 ještě o tři centimetry více.